# جيريمي نزيولي
جيريمي نزيولي (بالفرنسية: Jérémy Nzeulie)‏ مواليد 15 فبراير 1991 في فرنسا، هو لاعب كرة سلة كاميروني. بدأ مسيرته الاحترافية في سنة 2008. يلعب مع إلان شالون كلاعب هجوم خلفي. يحمل الرقم 9. يبلغ طوله 6 قدم 2 بوصة (1.9 م). لعب مع جاي إس إف نانتير من سنة 2012 إلى 2016، ثم لعب مع إلان شالون في الدوري الفرنسي في سنة 2016.

## روابط خارجية
- جيريمي نزيولي على موقع الاتحاد الدولي لكرة السلة (الإنجليزية)
- جيريمي نزيولي على موقع كرة السلة الأوروبية.كوم (الإنجليزية)
- جيريمي نزيولي على موقع ريلجم (الإنجليزية)
- جيريمي نزيولي على موقع بروبوليرز (الإنجليزية)
- جيريمي نزيولي على موقع سبورتس رفرنس (الإنجليزية)